# 斑点海猪鱼
斑点海猪鱼（学名：Halichoeres margaritaceus），又稱彩虹海豬魚、柳冷仔、虹彩儒艮鯛，为輻鰭魚綱鱸形目隆頭魚亞目隆頭魚科海豬魚屬下的一个种，分布於西印度洋區，包括東非、南非、馬達加斯加、塞席爾群島等海域，棲息深度6-43公尺，本魚頭橙黃色並伴隨一條綠色條紋，眼後具一黑點，身體褐色，雌魚背部具紅色條紋，體長可達11.5公分，棲息在沙石底質的礁石區，可作為觀賞魚。为輻鰭魚綱鱸形目隆头鱼科的其中一種。

## 分布
本魚分布于印度太平洋區，包括莫三比克、泰國、中國、臺灣、日本、越南、菲律賓、印尼、澳洲、密克羅尼西亞、馬里亞納群島、紐西蘭、帛琉、聖誕島、所羅門群島、可可群島、關島、斐濟、馬紹爾群島、吉里巴斯、庫克群島、法屬波里尼西亞、東加、薩摩亞群島等海域。该物种的模式产地在瓦努阿图。

## 深度
水深0至5公尺。

## 特徵
本魚體側扁，體色變化大。幼魚及雌魚為淺灰色，體側具數條暗色橫帶，腹部與頭部下方為白色，背鰭中央具眼狀斑；成長後雄魚體為草綠色，具不均勻暗色橫帶，頭部具紅色條紋，特徵是眼下條紋為2條直走縱紋。尾鰭截形，背鰭硬棘9枚；背鰭軟條11枚；臀鰭硬棘3枚；臀鰭軟條11枚，體長可達12.5公分。

## 生態
本魚棲息於礁岩平台，夜晚潛沙而眠，屬肉食性，以小型無脊椎動物為食，具性轉變。

## 經濟利用
可食用或做為觀賞魚。